# Pala (Chad)
Pala es una ciudad de Chad, capital de la Región de Mayo-Kebbi Oeste.

## Cultura
El idioma hablado es el fulani principalmente y la ciudad es sede de la mayor parte de los católicos del país.

## Economía local
Tiene la primera mina de oro explotada del Chad, abierta por AFKO, empresa surcoreana, aunque la principal actividad económica es la recolección de algodón.

## Demografía
| Año 1999    | Población                |
| ----------- | ------------------------ |
| 1993        | 26.115                   |
| 2008 a 2013 | de 37.380 pesos a 40.000 |